# Standortübungsplatz Spatzenhausen nördlich Murnau
Standortübungsplatz Spatzenhausen nördlich Murnau este o arie protejată (arie specială de conservare — SAC, sit de importanță comunitară — SCI) din Germania întinsă pe o suprafață de 134,62 ha, integral pe uscat.

## Localizare
Centrul sitului Standortübungsplatz Spatzenhausen nördlich Murnau este situat la coordonatele 47°43′04″N 11°10′44″E / 47.7178°N 11.1789°E.

## Înființare
Situl Standortübungsplatz Spatzenhausen nördlich Murnau a fost declarat sit de importanță comunitară în noiembrie 2004 pentru a proteja 2 specii de animale. Situl a fost protejat și ca arie specială de conservare în aprilie 2016.

## Biodiversitate
Situată în ecoregiunea continentală, aria protejată conține 4 habitate naturale: Pajiști uscate seminaturale și facies de acoperire cu tufișuri pe substraturi calcaroase (Festuco-Brometalia) (* situri importante pentru orhidee), Pajiști uscate seminaturale și facies de acoperire cu tufișuri pe substraturi calcaroase (Festuco-Brometalia) (* situri importante pentru orhidee), Liziere de ierburi înalte hidrofile de câmpie și de nivel montan până la alpin, Fânețe de joasă altitudine (Alopecurus pratensis, Sanguisorba officinalis).
La baza desemnării sitului se află mai multe specii protejate:
- amfibieni (1): izvoraș-cu-burta-galbenă (Bombina variegata)
- nevertebrate (1): phengaris nausithous (Maculinea nausithous)